# Chiloglottis seminuda
Chiloglottis seminuda är en orkidéart som beskrevs av David Lloyd Jones. Chiloglottis seminuda ingår i släktet Chiloglottis och familjen orkidéer. Inga underarter finns listade i Catalogue of Life.